# 国鉄7450形蒸気機関車

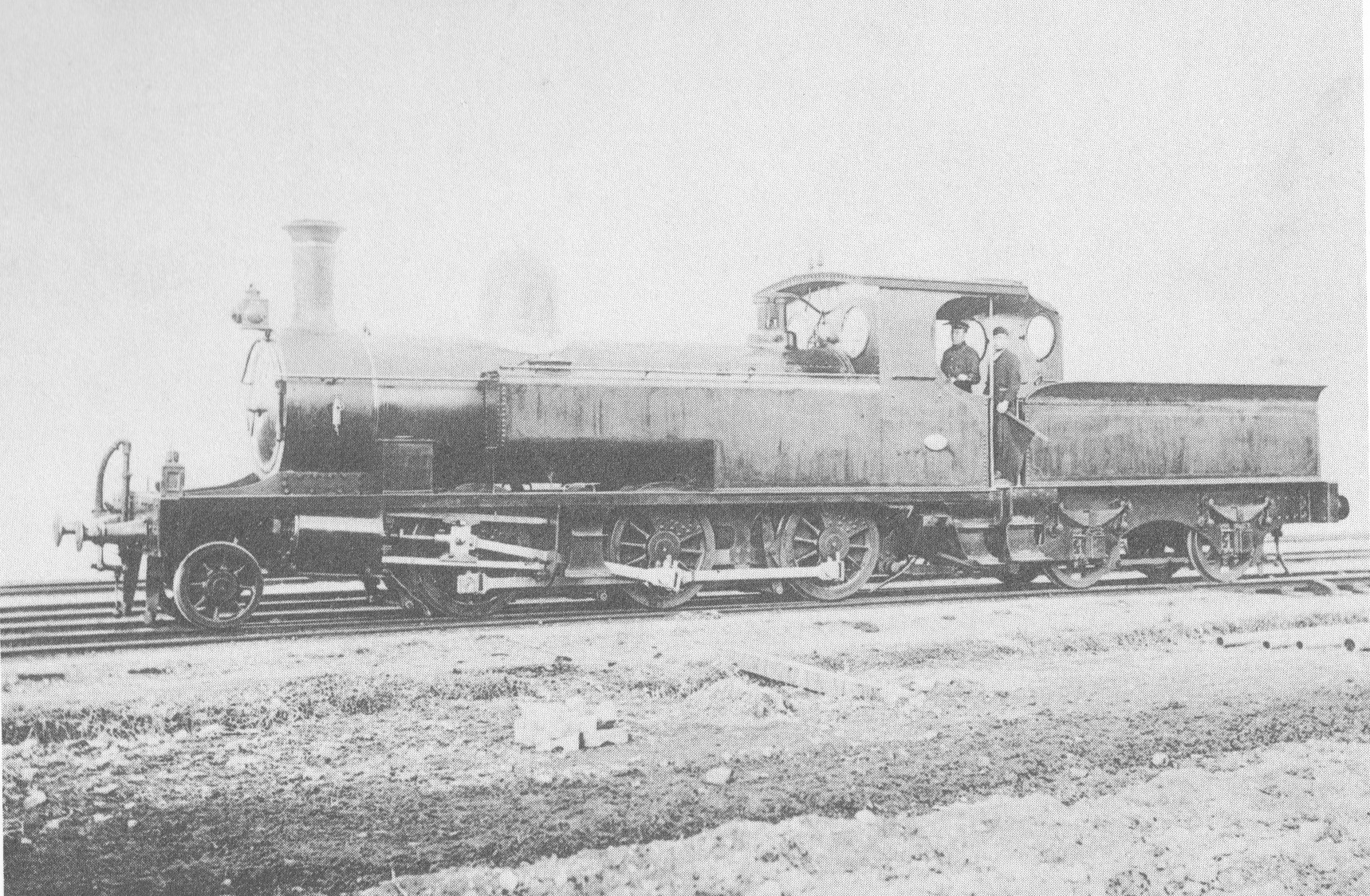
番号不明（鉄道院7450形）

7450形は、かつて日本国有鉄道の前身である鉄道作業局・鉄道院・鉄道省に在籍したテンダ式蒸気機関車である。

## 概要
元は、鉄道作業局が1889年（明治22年）にイギリスのキットソン(Kitson & Co., Airedale Foundry)で4両（製造番号3134 - 3137）を製造した車軸配置2-6-0(1C)形で2気筒単式のテンダ機関車である。当初の形式はV形、番号は130，132，134，136で、後にE2形（94 - 97）と称した。私鉄国有化を受けて1909年（明治42年）に実施された鉄道院の車両形式称号規程では、7450形（7450 - 7453）に改番された。同時期に輸入されたナスミス・ウィルソン製のW形（後の鉄道院7600形）は同系車であった。
急勾配線区用として導入されたもので、粘着重量を増すためにテンダ機でありながら側水槽を持っており、日本ではこのタイプの機関車の最初のものである。側水槽は運転室から第1動輪の直上まで達するもので、第2動輪上部から前は弁装置の機構を避けるため、下半分が切り取られている。この側水槽の上縁部だけでなく、切り取られた下縁部にも丸みが付けられており、本形式の特徴となっている。炭水車は、小型の2軸車である。
東海道線の大津・京都間や、大垣・米原間といった勾配線区で使用され、後に直江津線、北陸線、舞鶴線に移った。最後は梅小路に集められて入換用となっていたが、1924年（大正13年）7月に廃車された。保存されたもの、民間に払い下げられたものはない。

## 主要諸元
- 全長 : 14,986mm
- 全高 : 3,658mm
- 全幅 : 2,311mm
- 軌間 : 1,067mm
- 車軸配置 : 2-6-0(1C)
- 動輪直径 : 1,143mm
- 弁装置 : スチーブンソン式基本型
- シリンダー（直径×行程） : 406mm×559mm
- ボイラー圧力 : 9.8kg/m2
- 火格子面積 : 1.49m2
- 全伝熱面積 : 90.6m2
  - 煙管蒸発伝熱面積 : 81.9m2
  - 火室蒸発伝熱面積 : 8.6m2
- ボイラー水容量 : 2.9m3
- 小煙管（直径×長サ×数） : 44.5mm×3,372mm×174本
- 機関車運転整備重量 : 37.73t
- 機関車空車重量 : 32.36t
- 機関車動輪上重量（運転整備時） : 33.61t
- 機関車動輪軸重（第2動輪上） : 11.36t
- 炭水車重量（運転整備） : 17.79t
- 水タンク容量 : 9.08m3
- 燃料積載量 : 3.05t
- 機関車性能
  - シリンダ引張力（0.85P）: 6,720kg